# Verein bildender Künstler Dresden

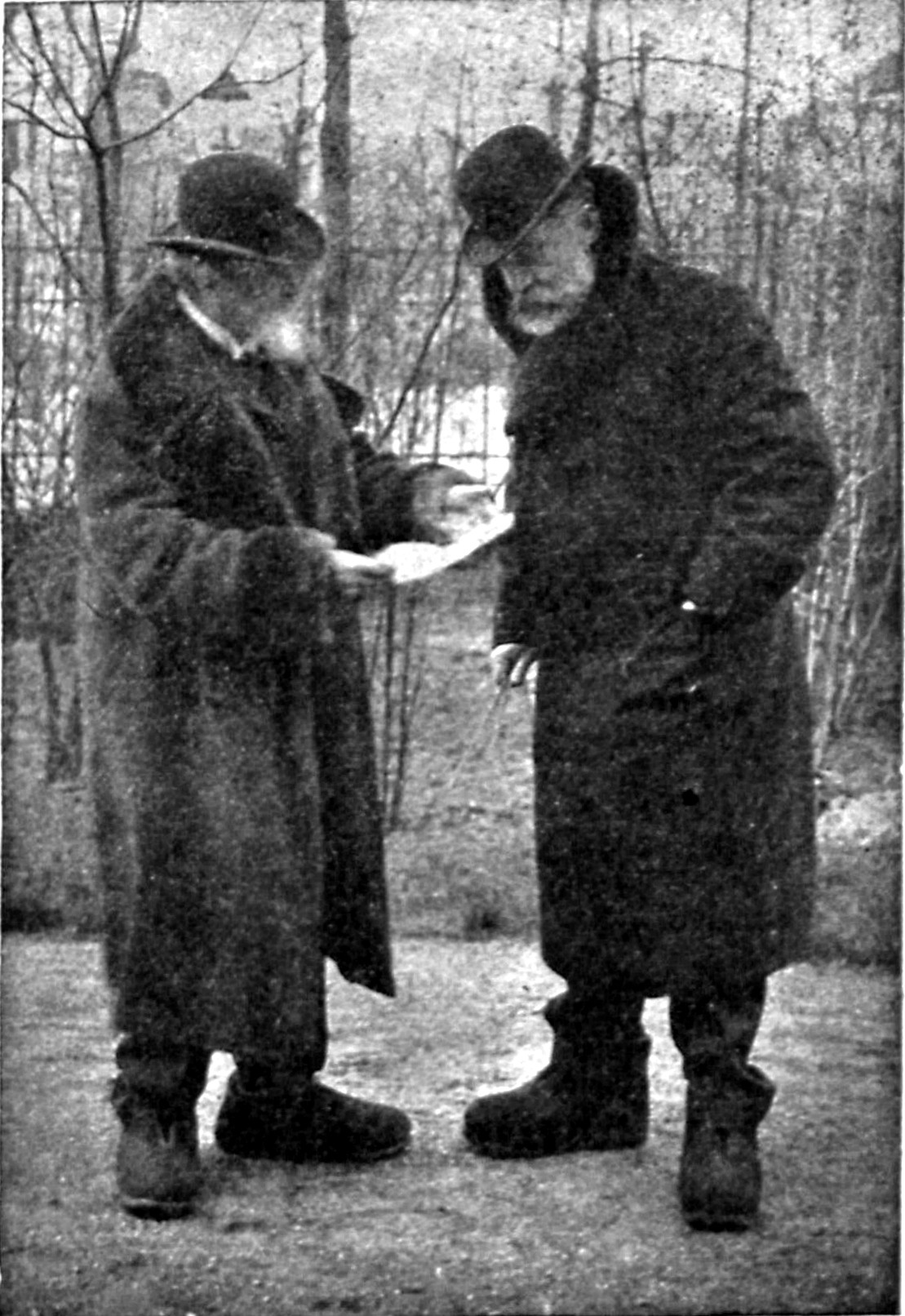
Kießling und Kuehl auf dem Dresdener Ausstellungsplatz beim Vorbereitungstreffen einer Ausstellung des Vereins bildender Künstler Dresden

Der Verein bildender Künstler Dresden, auch Sezession genannt, ging 1894 aus der ein Jahr zuvor gegründeten Freien Vereinigung Dresdner Künstler hervor und war eine Dresdner Künstlervereinigung um Carl Bantzer und Gotthardt Kuehl. Ihre Mitglieder wandten sich von der traditionellen Historienmalerei der damaligen Zeit ab und widmeten sich einer impressionistisch geprägten Freilichtmalerei. Die Gruppe war eine der frühesten Sezessionen: Frühere Gründungen fanden nur 1891 in Düsseldorf mit der Freien Vereinigung Düsseldorfer Künstler und 1892 in München mit dem Verein bildender Künstler Münchens statt.

## Geschichte

### Freie Vereinigung Dresdner Künstler
Ende des 19. Jahrhunderts dominierte in Dresden ein stark konservativ geprägter, akademischer Malstil an der Königlichen Kunstakademie. Gotthardt Kuehl und Carl Bantzer hatten beide längere Zeit in Paris gelebt und brachten neue Impulse des französischen Impressionismus nach Dresden. Bald praktizierten zahlreiche Künstler die Freilichtmalerei. Sie zogen zum Arbeiten in die freie Natur, vornehmlich nach Goppeln, südlich von Dresden. Dieser Künstlerkreis wurde als Goppelner Schule zu einem Begriff in der Kunstgeschichte.
Aus diesem Kreis bildete sich 1893 zunächst eine Vereinigung als „Strehlner Ortsgruppe“ der Dresdner Kunstgenossenschaft zur besseren Interessenvertretung und für die Durchsetzung der Freilichtmalerei als offiziell anerkannte künstlerische Richtung. Bereits im August 1893 folgte mit über sechzig Mitgliedern die selbständig organisierte Freie Vereinigung Dresdner Künstler. Carl Bantzer war erster und der Architekt Alfred Moritz Hauschild zweiter Vorsitzender. Zu den Mitgliedern gehörten u. a. auch Robert Diez, Paul Kießling (1836–1919), Julius Graebner und Paul Baum. 44 Künstler der Dresdner Kunstgenossenschaft traten zu dieser neuen Künstlervereinigung über. Damit war auch Dresden von der sich damals in Deutschland ausbreitenden Sezessionsbewegung erfasst.
In der Dresdner Kunstgenossenschaft versammelten sich damals neben Architekten und Kunstgewerbetreibenden all jene, die sich selbst als Künstler ansahen. Die bildenden Künstler waren in der Kunstgenossenschaft in der Minderheit. In der Freien Vereinigung wurden nur praktizierende Künstler aufgenommen, die sich zur regelmäßigen Teilnahme an Ausstellungen verpflichteten. Die erste gemeinsame Ausstellung fand allerdings erst vom 4. November bis 1. Dezember 1894 im Kunstsalon Lichtenberg im Viktoriahaus statt.

### Verein bildender Künstler Dresden
Am 28. Februar 1894 ging aus der Freien Vereinigung der Verein bildender Künstler Dresden hervor. Sowohl Carl Bantzer als auch Gotthardt Kuehl waren 1892 Gründungsmitglieder der Münchener Secession gewesen und 1894 treibende Kraft bei der Gründung des Vereins bildender Künstler Dresden, die auch Sezession genannt wurde.
Im Verein bildender Künstler Dresden schlossen sich verschiedene Gruppierungen mit recht unterschiedlichen Voraussetzungen und unterschiedlichen Zielsetzungen zu einer eher lockeren Gruppe zusammen. Darunter befanden sich Künstler aus dem ehemaligen „Goppelner Kreis“ wie Carl Bantzer, Paul Baum, Wilhelm Claudius, Max Pietschmann, Walter Besig und Georg Müller-Breslau, die sich über die Ausprägung einer zwischen Naturalismus und Impressionismus stehenden Landschaftsmalerei künstlerisch nahe standen. Andererseits beteiligten sich Künstler wie Hans Unger, Oskar Zwintscher, Sascha Schneider, Georg Lührig, Richard Müller und Otto Gussmann, welche bald eigenständige künstlerische Ziele verfolgten, die sich vorwiegend am Symbolismus, Neoklassizismus und Jugendstil orientierten. Mitglied waren unter anderem auch Leopold Armbruster, Emanuel Hegenbarth, Georg Jahn, Gotthardt Kuehl und Robert Sterl.
Als Vereinsorgan erschienen von 1895 bis 1896 die von Carl Bantzer herausgegebenen „Vierteljahrs-Hefte des Vereins Bildender Künstler Dresdens“. Sie enthielten je 20 bis 22 Tafeln mit Abbildungen von Werken der Mitglieder. Auf Textbeiträge wurde, mit Ausnahme des Vorwortes in der ersten Ausgabe von Carl Bantzer, vollständig verzichtet.
Hauptziel des Vereins war die Veranstaltung eigener Ausstellungen sowie die „cooperative Beschickung in- und ausländischer Kunstausstellungen“. Bereits an der akademischen Kunstausstellung 1894 in Dresden waren Vereinsmitglieder beteiligt. Vom 4. November bis 1. Dezember 1894 folgte die erste gemeinsame Ausstellung im Lichtenberg's Kunstsalon bei Ferdinand Morawe im Viktoriahaus Dresden. Gezeigt wurden 119 Werke von 35 Vereinsmitgliedern. An der ersten „großen Internationalen Kunstausstellung 1897“ in Dresden waren die Mitglieder des Vereins bildender Künstler in der Überzahl und man bemühte sich um ein Mitspracherecht bei künftigen Dresdner Kunstausstellungen.
Durch die Berufung von Gotthardt Kuehl am 1. April 1895, von Carl Bantzer am 1. November 1896 und von Otto Gussmann 1897 an die Königliche Kunstakademie Dresden war diese Sezessionsbewegung schon bald wieder fest im akademischen Kunstbetrieb verankert. Aufgrund von Meinungsverschiedenheiten löste sich der Verein Bildender Künstler Ende des Jahres 1900 auf. Die ehemaligen Sezessionisten traten 1902 fast geschlossen wieder der Dresdner Kunstgenossenschaft bei. 1902 bildeten einige Schüler um Kuehl die Gruppe der Elbier.